# Aïssey
Aïssey ist eine französische Gemeinde mit 165 Einwohnern (Stand: 1. Januar 2022) im Département Doubs in der Region Bourgogne-Franche-Comté.

## Geographie
Aïssey liegt auf 427 m, zehn Kilometer südlich von Baume-les-Dames und etwa 24 km östlich der Stadt Besançon (Luftlinie). Das Dorf erstreckt sich im Jura, auf dem sogenannten ersten Plateau, einem breiten Becken zwischen der Jura-Randkette (Côte) im Norden und den Hochplateaus im Südosten, östlich der Talniederung des Audeux.
Die Fläche des 10,67 km² großen Gemeindegebiets umfasst einen Abschnitt des französischen Juras. Der Hauptteil des Gebietes wird vom breiten ersten Juraplateau eingenommen, das durchschnittlich auf 420 m liegt. Es bildet ein weites, teilweise verkarstetes Becken. Von Süden nach Norden wird das Plateau von der Niederung des Audeux durchquert, wobei sich der Bach in einem gewundenen Tälchen allmählich in das Plateau eintieft. Im Bereich von Aïssey ist das Plateau überwiegend von Acker- und Wiesland bestanden. Nach Norden reicht der Gemeindeboden in die Waldgebiete des Grand Bois und des Bois de la Faye. Nach Südosten erstreckt sich das Gemeindeareal über eine rund 150 m hohe Geländestufe auf das angrenzende Hochplateau des Mont, auf dem mit 599 m die höchste Erhebung von Aïssey erreicht wird. Ganz im Süden reicht das Gebiet in das Tal des oberen Audeux, in dem das Kloster Grâce-Dieu liegt.
Nachbargemeinden von Aïssey sind Dammartin-les-Templiers und Saint-Juan im Norden, Orsans im Osten, Chaux-lès-Passavant, Magny-Châtelard und Côtebrune im Süden sowie Glamondans im Westen.

## Geschichte
Im Mittelalter gehörte Aïssey zur Herrschaft Passavant, die seit dem 14. Jahrhundert unter der Oberhoheit der Grafen von Montbéliard stand. Zusammen mit der Franche-Comté gelangte das Dorf mit dem Frieden von Nimwegen 1678 an Frankreich. Am 18. Juni 1940 wurde Aïssey von deutschen Truppen fast vollständig zerstört.

## Sehenswürdigkeiten
Die Kirche von Aïssey zeigt die moderne Architektur des 20. Jahrhunderts. Aus dem 16. Jahrhundert stammt die Kapelle Saint-Nicolas am Waldrand oberhalb des Dorfes. Im Ortskern sind verschiedene Bauernhäuser im charakteristischen Stil der Franche-Comté aus dem 18. bis 19. Jahrhundert erhalten.

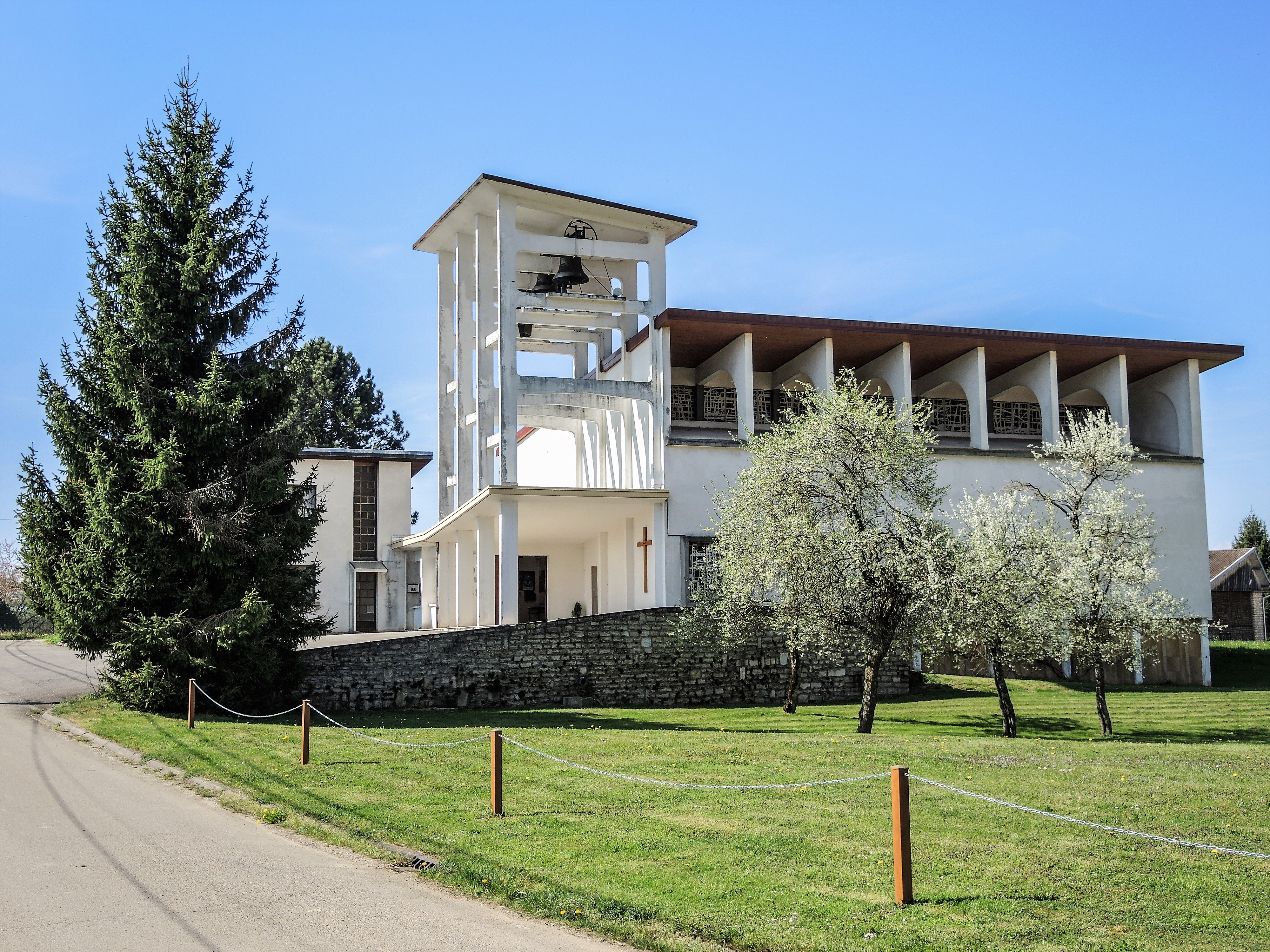
Kirche Saint-Nicolas
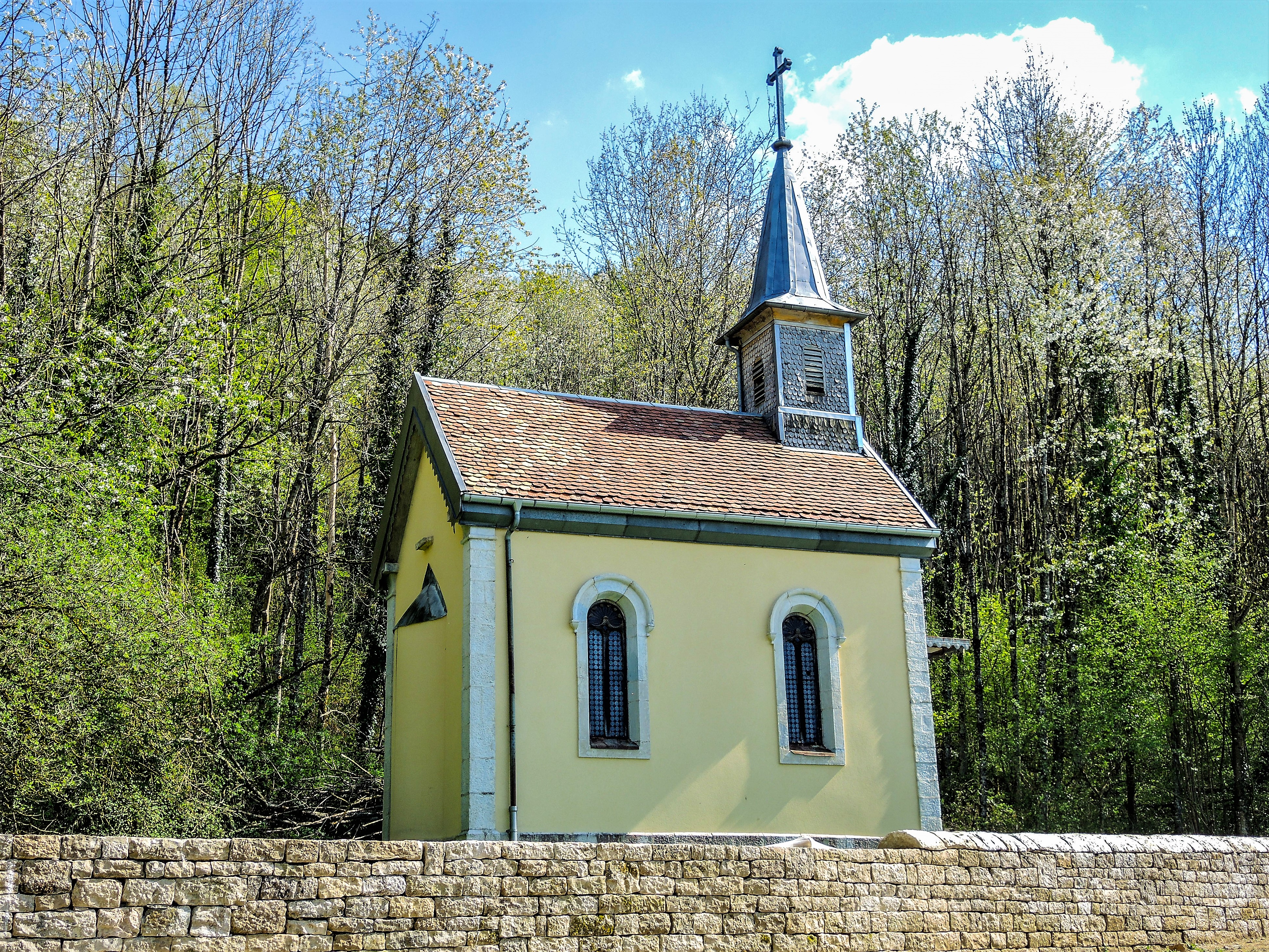
Kapelle Saint-Nicolas

## Bevölkerung
| Jahr                       | 1962 | 1968 | 1975 | 1982 | 1990 | 1999 | 2006 | 2009 | 2018 |
| Einwohner                  | 171  | 160  | 144  | 137  | 163  | 166  | 165  | 162  | 163  |
| Quellen: Cassini und INSEE |      |      |      |      |      |      |      |      |      |

Mit 165 Einwohnern (Stand 1. Januar 2022) gehört Aïssey zu den kleinen Gemeinden des Départements Doubs. Nachdem die Einwohnerzahl in der ersten Hälfte des 20. Jahrhunderts markant abgenommen hatte (1886 wurden noch 271 Personen gezählt), wurde seit Mitte der 1980er Jahre wieder ein leichtes Bevölkerungswachstum verzeichnet.

## Wirtschaft und Infrastruktur
Aïssey war bis weit ins 20. Jahrhundert hinein ein vorwiegend durch die Landwirtschaft (Ackerbau, Obstbau und Viehzucht) und die Forstwirtschaft geprägtes Dorf. Daneben gibt es heute einige Betriebe des lokalen Kleingewerbes. Mittlerweile hat sich das Dorf auch zu einer Wohngemeinde gewandelt. Viele Erwerbstätige sind Wegpendler, die in den größeren Ortschaften der Umgebung oder in der Agglomeration Besançon ihrer Arbeit nachgehen.
Die Ortschaft liegt abseits der größeren Durchgangsstraßen an einer Departementsstraße, die von Besançon nach Sancey-le-Grand führt. Weitere Straßenverbindungen bestehen mit Baume-les-Dames, Ornans und Orsans.